# Sheikh Haydars mausoleum

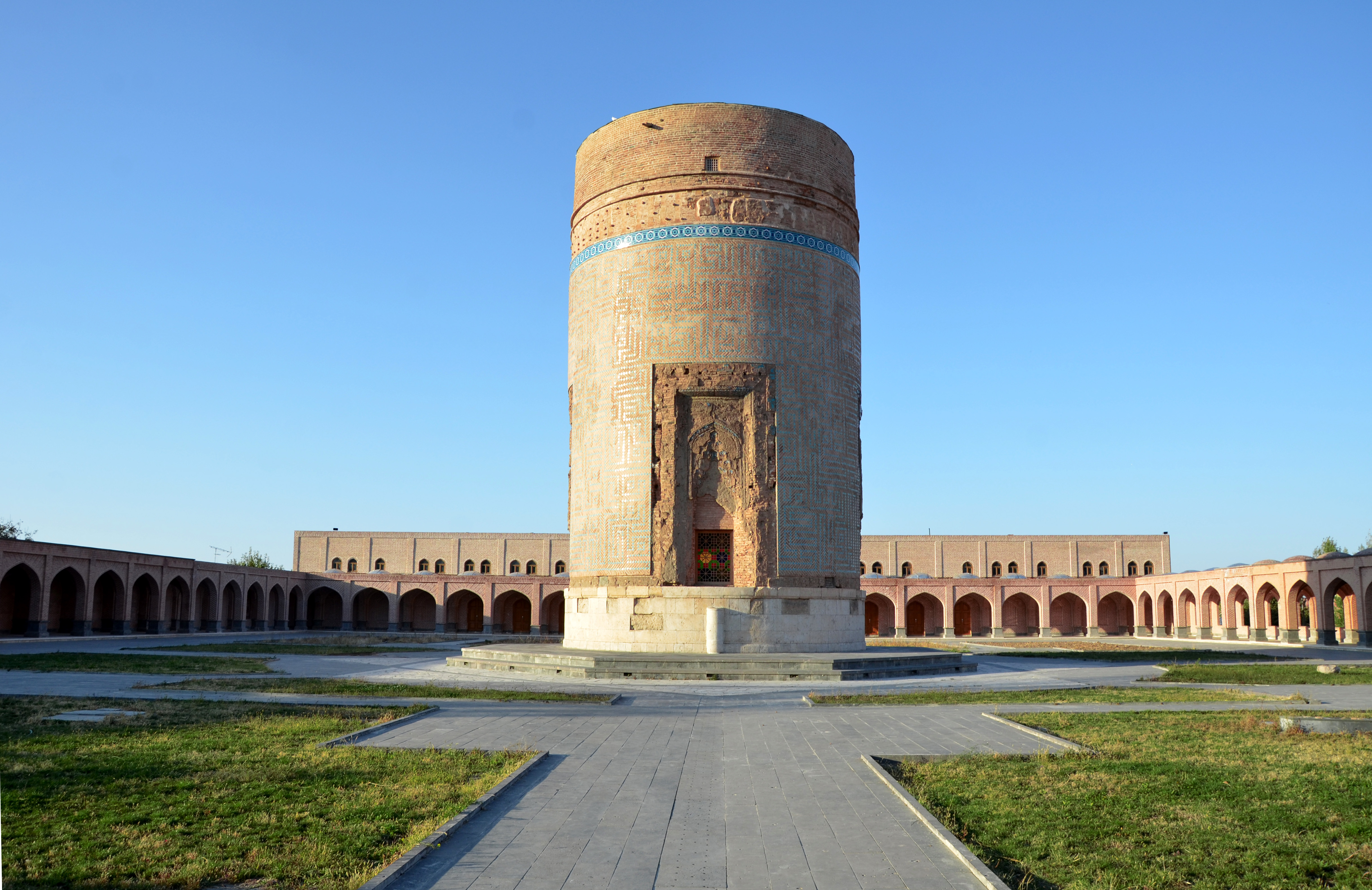
Sheikh Haydars mausoleum.

Sheikh Haydars mausoleum (persiska: آرامگاه شیخ حیدر) ligger i Meshgin Shahr i provinsen Ardabil. Detta höga gravmonument på 18 meter dateras till slutet av 1200-talet e.Kr.